# Cámara de Diputados de Paraguay
La Cámara de Diputados de Paraguay (oficialmente Honorable Cámara de Diputados de la República del Paraguay) es la Cámara Baja del poder legislativo bicameral de Paraguay, el Congreso de Paraguay. Está compuesto por 80 miembros, elegidos por un período de cinco años por representación proporcional. La otra cámara del Congreso de Paraguay es el Senado de Paraguay. Acorde con la constitución vigente desde 1992, el presidente de la Cámara de Diputados queda tercero en la línea de sucesión presidencial, por detrás del vicepresidente y el presidente del Senado, y seguido por el presidente de la Corte Suprema de Justicia.

## Últimas elecciones
|                                 |                                 |               |               |
| Partido/Concertación/Movimiento | Partido/Concertación/Movimiento | Bancas (2023) | Bancas (2018) |
|                                 | Partido Colorado                | 48            | 42            |
|                                 | Concertación Nacional           | 23            | 30            |
|                                 | Movimiento Cruzada Nacional     | 4             | 1             |
|                                 | Conciencia Democrática Nacional | 2             |               |
|                                 | Alianza Encuentro Nacional      | 2             | 4             |
|                                 | Partido Patria Querida          | 1             | 3             |
| Votos nulos/en blanco           | Votos nulos/en blanco           |               | ---           |
| Total                           | Total                           |               | 80            |
| Fuente: TSJE                    |                                 |               |               |

### Bancas por departamento
| Departamento     | Bancas |
| ---------------- | ------ |
| Central          | 20     |
| Alto Paraná      | 8      |
| Capital          | 7      |
| Itapúa           | 6      |
| Caaguazú         | 6      |
| San Pedro        | 5      |
| Cordillera       | 4      |
| Paraguarí        | 4      |
| Concepción       | 3      |
| Guairá           | 3      |
| Caazapá          | 2      |
| Misiones         | 2      |
| Ñeembucú         | 2      |
| Amambay          | 2      |
| Canindeyú        | 2      |
| Presidente Hayes | 2      |
| Alto Paraguay    | 1      |
| Boquerón         | 1      |
| Total            | 80     |

## Lista de diputados
La siguiente lista de diputados corresponde al periodo 2023-2028, se clasifica por los partidos políticos a los que los diputados pertenecen actualmente y no necesariamente por los que fueron electos y puede estar sujeta a cambios:
Actualizado el 6 de agosto de 2025.
| Representación   | Partido       | Diputado                  | Votos recibidos en 2023               |
| ---------------- | ------------- | ------------------------- | ------------------------------------- |
| Capital          | ANR           | Raúl Latorre              | 50.200                                |
| Capital          | ANR           | Daniel Centurión          | 26.803                                |
| Capital          | ANR           | Mauricio Espínola         | 22.641                                |
| Capital          | ANR           | José Rodríguez            | 17.140                                |
| Capital          | ANR           | Yamil Esgaib              | 10.974                                |
| Capital          | PPQ           | Rocío Vallejo             | 20.361                                |
| Capital          | PPS           | Johanna Ortega            | 13.894                                |
| Central          | ANR           | Juan Manuel Añazco        | 53.423                                |
| Central          | ANR           | Jazmín Narváez            | 37.523                                |
| Central          | ANR           | Carlos Núñez Salinas      | 27.220                                |
| Central          | ANR           | Johana Vega               | 24.054                                |
| Central          | ANR           | Jatar Fernández           | 21.517                                |
| Central          | ANR           | Néstor Castellano         | 17.583                                |
| Central          | ANR           | Rodrigo Gamarra           | 16.013                                |
| Central          | ANR           | Diego Candia              | 15.089                                |
| Central          | ANR           | Pedro Ortiz               | 12.558                                |
| Central          | ANR           | Saúl González             | Jura en reemplazo de Orlando Arévalo  |
| Central          | PLRA          | Marcelo Salinas           | 34.019                                |
| Central          | PLRA          | Dalia Estigarribia        | 26.450                                |
| Central          | PLRA          | Rodrigo Blanco            | 24.743                                |
| Central          | PLRA          | Freddy Franco             | 22.709                                |
| Central          | PLRA          | Pedrito Gómez             | 17.371                                |
| Central          | PLRA          | Billy Vaesken             | 11.856                                |
| Central          | Independiente | Rubén Rubín               | 22.238                                |
| Central          | CDN           | Leidy Galeano             | 13.930                                |
| Central          | PCN           | Alexandra Zena            | 13.818                                |
| Central          | PEN           | Raúl Benítez              | 11.789                                |
| Concepción       | ANR           | Virina Villanueva         | 25.527                                |
| Concepción       | ANR           | Arturo Urbieta            | 17.081                                |
| Concepción       | PLRA          | Emilio Pavón              | 14.056                                |
| San Pedro        | ANR           | Leonardo Saiz             | 26.644                                |
| San Pedro        | ANR           | Carmen Giménez            | 20.773                                |
| San Pedro        | ANR           | Jorge Barressi            | 19.736                                |
| San Pedro        | PLRA          | Ariel Villagra            | 17.543                                |
| San Pedro        | PLRA          | Pastor Vera Bejarano      | 15.915                                |
| Cordillera       | ANR           | Hugo Meza                 | 26.800                                |
| Cordillera       | ANR           | Roberto González          | 19.571                                |
| Cordillera       | PLRA          | Graciela Aguilera         | 19.487                                |
| Cordillera       | PLRA          | Carlos María López        | 16.945                                |
| Guairá           | ANR           | Nito Chávez               | 25.127                                |
| Guairá           | ANR           | Ale Aguilera              | 16.355                                |
| Guairá           | PLRA          | María Constancia Benítez  | 19.779                                |
| Caaguazú         | ANR           | Miguel Del Puerto         | 26.089                                |
| Caaguazú         | ANR           | Édgar Olmedo              | 22.907                                |
| Caaguazú         | ANR           | Carlos Godoy              | 13.822                                |
| Caaguazú         | ANR           | David Jara Espinoza       | Jura en reemplazo de Derlis Rodríguez |
| Caaguazú         | PLRA          | Alejo Ríos                | 22.746                                |
| Caaguazú         | PLRA          | Antonio Buzarquis         | 19.922                                |
| Caazapá          | ANR           | Avelino Dávalos           | 28.074                                |
| Caazapá          | ANR           | Juanchi Maciel            | 17.011                                |
| Itapúa           | ANR           | Christian Gabriel Brunaga | 22.492                                |
| Itapúa           | ANR           | Germán Solinger Santander | 22.437                                |
| Itapúa           | ANR           | César Cerini              | 14.024                                |
| Itapúa           | ANR           | Sebastián Remesowski      | Jura en reemplazo de Walter Harms     |
| Itapúa           | PLRA          | Carlos Pereira            | 25.315                                |
| Itapúa           | PLRA          | Del Pilar Vázquez         | 19.289                                |
| Misiones         | ANR           | Carlos Arrechea           | 31.587                                |
| Misiones         | PLRA          | Arnaldo Valdez            | 14.066                                |
| Paraguarí        | ANR           | Esteban Martín Samaniego  | 24.198                                |
| Paraguarí        | ANR           | Héctor «Bocha» Figueredo  | 23.421                                |
| Paraguarí        | PLRA          | Jorge Ávalos Mariño       | 18.115                                |
| Alto Paraná      | ANR           | Bettina Aguilera          | 27.139                                |
| Alto Paraná      | ANR           | Tiki González             | 26.394                                |
| Alto Paraná      | ANR           | Liz Acosta                | 24.503                                |
| Alto Paraná      | ANR           | Rocío Abed                | 21.011                                |
| Alto Paraná      | CDN           | Guillermo Rodríguez       | 23.458                                |
| Alto Paraná      | CDN           | Walter García             | 12.691                                |
| Alto Paraná      | PLRA          | Roya Torres               | 15.776                                |
| Alto Paraná      | PLRA          | Miguel Martínez           | 15.573                                |
| Ñeembucú         | PLRA          | Diosnel Aguilera          | 12.033                                |
| Ñeembucú         | ANR           | Fabiana Souto de Alliana  | Jura en reemplazo de Luis Benítez     |
| Amambay          | PLRA          | Juan Manuel Acevedo       | 19.546                                |
| Amambay          | ANR           | Santiago Benítez          | Jura en reemplazo de Eulalio Gomes    |
| Canindeyú        | ANR           | Cristina Villalba         | 23.053                                |
| Canindeyú        | ANR           | Benjamín Cantero          | 13.547                                |
| Canindeyú        | PLRA          | Cleto Marcelino Giménez   | 10.519                                |
| Presidente Hayes | ANR           | Rubén Roussillon          | 18.457                                |
| Presidente Hayes | ANR           | María «Tía Ida» Cattebeke | 10.569                                |
| Alto Paraguay    | ANR           | Mino Adorno               | 5.533                                 |
| Boquerón         | ANR           | Fran Petersen             | 10.443                                |